# HD138729
HD138729 — хімічно пекулярна зоря спектрального класу
B3 й має видиму зоряну величину в смузі V приблизно  8,9.

## Пекулярний хімічний склад
HD138729 належить до Хімічно пекулярних зір з пониженим вмістом гелію 
й в її  зоряній атмосфері спостерігається нестача He у порівнянні з його вмістом в атмосфері Сонця.